# Казанский большой драматический театр имени В. И. Качалова

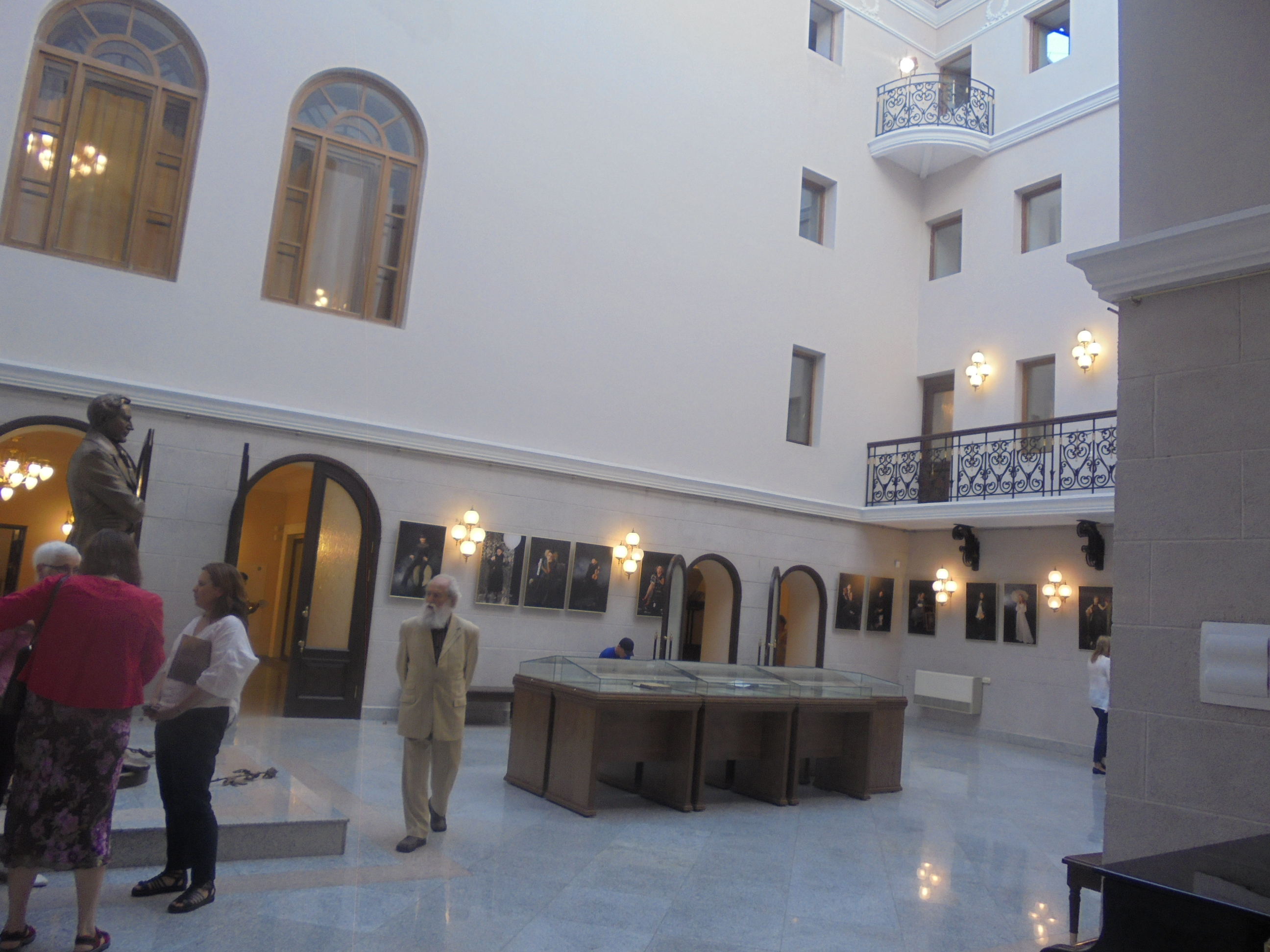
Интерьер парадного зала театра (2016).

Каза́нский госуда́рственный академи́ческий ру́сский Большо́й драмати́ческий теа́тр и́мени В. И. Кача́лова (КАРБДТ им. В. И. Качалова, тат. Василий Качалов исемендәге Казан дәүләт академия рус Зур драма театры) — русский драматический театр в Казани. Один из старейших и крупнейших театров России.

## История театра

### Начало Казанского театра (1791—1850-е гг.)
Основанием театра принято считать 1791 год, когда казанский губернатор С. М. Баратаев пригласил в Казань бывшего придворного артиста из Петербурга В. Р. Бобровского для руководства театром. Под театр был арендован дом на улице Воскресенской (ныне ул. Кремлёвская). Спектакли прекратились в связи с кончиной Екатерины II в 1796 году. Здание этого первого публичного театра в городе сохранилось.
В 1798 году в Казань посетил император Павел I. По такому случаю был организован пышный бал с показом театрального представления в здании присутственных мест Казанского Кремля. Спектакль был организован П. П. Есиповым, у которого в селе Юматово Свияжского уезда (ныне Верхнеуслонский район) был заведен крепостной театр. После бала Есипов получил разрешение от императора на строительство в Казани театра. После согласования во всех бюрократический инстанциях деревянное здание театра было построено в 1802 году.
В репертуаре тех лет — пьеса Дениса Фонвизина «Недоросль» (была поставлена в 1804 году), пьесы Плавильщикова «Бобыль» и «Ермак» (обе были поставлены в 1805 году).
В 1815 году, после грандиозного пожара здание театра было продано и разобрано.
С 1833 по 1842 гг. в работала труппа под руководством антрепренёра П. А. Соколова, разместившись сначала на улице Воскресенской (ныне ул. Кремлёвская) в доме Родионовой, а позже в собственном помещении, выстроенного в виде большого деревянного корпуса рядом с современной Площадью Свободы. На этой сцене в сентябре 1836 года М. С. Щепкин поставил «Ревизора» Н. В. Гоголя.

### Казанский городской театр (XIX в.)
В 1842 году после очередного крупного пожара в Казани не уцелело и здание театра. В 1850 году был построен первый каменный театр в городе. Театр располагался на Театральной площади
На сцене Казанского городского театра в разное время работали крупнейшие и известные деятели отечественного театра среди которых: Н. К. Милославский, П. М. Медведев, М. М. Бородай, Н. И. Собольщиков-Самарин, М. Г. Савина, П. А. Стрепетова, В. И. Живокини и др.

### В. И. Качалов и Казань
В 1948 году Постановлением Совета Министров СССР в целях увековечения памяти выдающегося артиста Казанскому Большому драматическому театру было присвоено имя Василия Ивановича Качалова.
Великий русский актёр Василий Иванович Качалов начинал свой профессиональный путь на сцене казанского театра в 1897—1900 гг.
За три сезона Качалов сыграл более 150 ролей, среди которых были признаны особенно удачными Муров, Дудукин, Досужев, Борис, Несчастливцев в пьесах А. Н. Островского, Годунов, Грозный и князь Шаховской в пьесах А. К. Толстого, Кассий, Эдгар, Горацио в пьесах У.Шекспира. В январе 1900 года он неожиданно получил приглашение от В. И. Немировича-Данченко и К. С. Станиславского вступить в труппу Московского Художественного театра и 26 февраля 1900 года покинул Казань, чтобы оставить здесь о себе память на долгие-долгие годы.
18 октября 2005 года в фойе — атриуме театра был открыт памятник В. И. Качалову (скульптор А. Минулина), единственный на сегодняшний день памятник великому артисту.

### Советский период (XX в.)
Здание в котором ныне располагается театр построено в 1833 году для купца Синякова, затем неоднократно перестраивалось. В 1914 году оно приобретает окончательный вид с залом для демонстрации фильмов и для постановок драм и оперетт. Зрительный зал вмещает 505 зрителей. Сцена шириной 26 метров и глубиной 18 метров оборудована поворотным кругом диаметром 14 метров.
После 1917 года, когда театр обрёл статус государственного, на его сцене работали М. И. Царёв, В. П. Шарлахов, М. И. Жаров, М. Ф. Астангов, О. А. Жизнева, П. И. Герага, Ф. В. Григорьев, Е. Е. Жилина, В. В. Белокуров, Н. И. Якушенко, В. М. Павлова, Н. С. Провоторов. Многократные гастроли театра в Москве и многих других крупнейших городах России от Ленинграда до Новосибирска, от Вологды до Владикавказа принесли театру широчайшую известность, закрепили за ним славу одного из ведущих художественных коллективов страны.
Последние годы XX века для театра неразрывно связаны с творчеством артистов Юрия Федотова, Евгения Кузина, Галины Ишковой, Петра Бетева, Людмилы Маклаковой, Юрия Коршка.

## Театральный музей
В 1973 году по инициативе заведующего литературной частью театра Игоря Германовича Ингвара была открыта первая музейная экспозиция, которая носила название «Качаловская комната» и рассказывала о творческом пути В. И. Качалова. В это время начала формироваться первая музейная коллекция театра. В 1993 году музей приостановил экспозиционную деятельность. Заведовать музеем стал театровед, историк, режиссёр и артист Юрий Алексеевич Благов За годы работы Благовым было выпущено несколько книг по вопросам истории театра, проведены масштабные выставки, велась научная и фондовая работа музея. В 2014 году Юрия Благова не стало.
После реконструкция театра 2014 года был выстроен музейный блок, который включал в себя помещения для хранения коллекции и экспозиционные залы. 11 февраля 2019 году состоялось торжественное открытие Театрального музея. На сегодняшний день коллекция основного фонда музея насчитывает более 20 000 единиц хранения, а научно-вспомогательный фонд более 1500 единиц. Экспозицию музея составили личные вещи, костюмы, документы и фотографии, связанные с именами народных артистов СССР Василия Качалова, Михаила Жарова, Михаила Царева, Николая Якушенко, Елены Жилиной.
Коллекция музея включает в себя фотофонд, фонд изобразительных материалов, редкое книжное собрание издания первой половины XIX в., собрание аудио и видеоматериалов.

## Известные качаловцы
- Ардаров Григорий Павлович
- Астангов Михаил Фёдорович
- Бетев Пётр Павлович
- Вейсбрём Павел Карлович
- Григорьев Фёдор Васильевич
- Герага Павел Иосифович
- Гусев Александр Дмитриевич
- Жизнева Ольга Андреевна
- Жаров Михаил Иванович
- Жилина Елена Ефимовна
- Загорский Иван Васильевич
- Ишкова Галина Семёновна
- Качалов Василий Иванович
- Карева Юнона Ильинична
- Лисецкая Евгения Владимировна
- Лундстрем Олег Леонидович
- Ниренбург Борис Эдуардович
- Окунева Вера Ивановна
- Орлов Наум Юрьевич
- Павлова Валентина Михайловна
- Преображенская Мария Николаевна
- Провоторов Николай Сергеевич
- Перегонец Александра Фёдоровна
- Славянова Зинаида Михайловна
- Федотов Юрий Степанович
- Царёв Михаил Иванович
- Якушенко Николай Иванович
- Кешнер Вадим Валентинович

## Сегодняшний день театра

### Художественно-руководящий состав
- Патраков Александр Михайлович, заслуженный деятель искусств России, народный художник Татарстана, лауреат Гос.премии РТ им. Г.Тукая, главный художник театра[18]
- Хусаинова Диляра Масгутовна, заслуженный работник культуры Татарстана, помощник художественного руководителя по литературной части[19]
- Сысоева Лилия Петровна, заслуженный работник культуры Татарстана, помощник художественного руководителя по труппе, помощник режиссёра[20]
- Сентябов Сергей Дементьевич, заслуженный работник культуры России и Татарстана, хореограф[20]
- Абдуллина Ляйсан Александровна, руководитель инструментальной труппы[21]
- Тимашев Леонид Леонидович, хормейстер[22]
- Копылов Роман Сергеевич, заведующий музеем[23]

### Современная труппа театра[24]

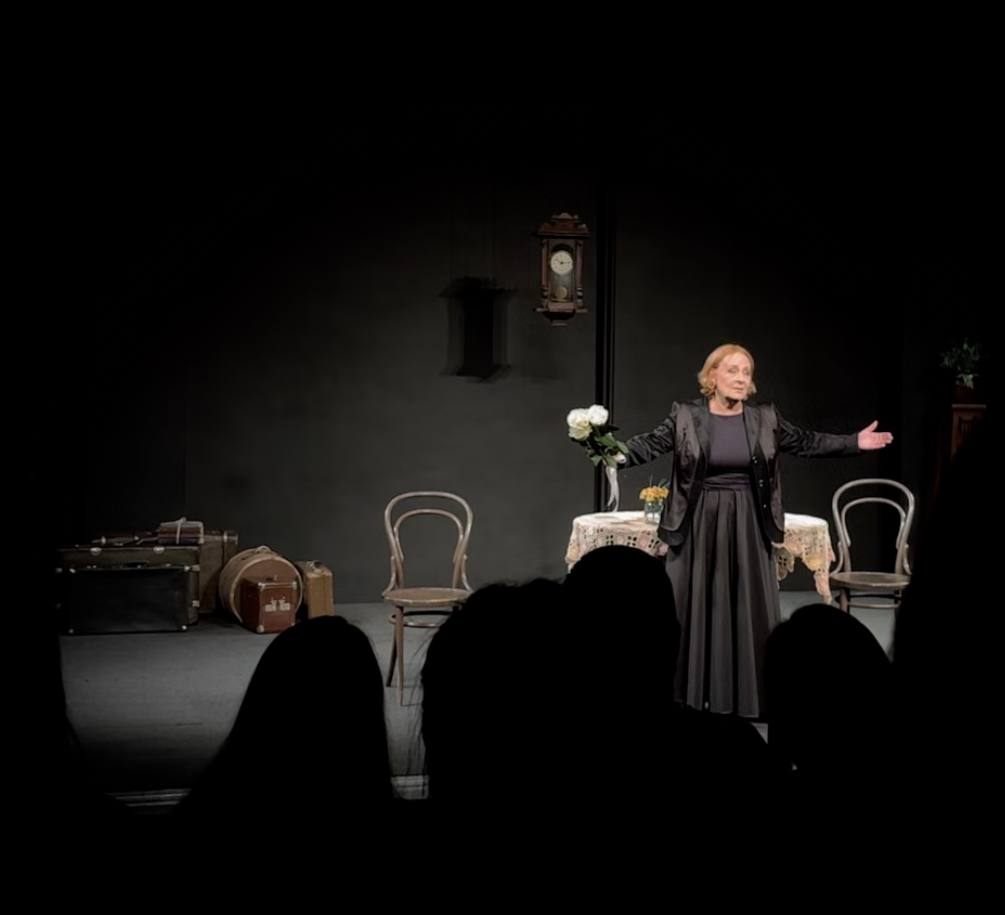
Светлана Романова в моноспектакле по стихам Марины Цветаевой «Последний день». Совместное прочтение стихотворения «Моим стихам, написанным так рано…»

- Романова Светлана Геннадьевна, Народная артистка России, Народная артистка Татарстана, Лауреат Гос.премии РТ им. Г.Тукая. В театре им. Качалова с 1995 года.
- Прытков, Геннадий Николаевич, заслуженный артист России (1997)[25], народный артист России (2007)[26]. В театре им. Качалова с 1968 года.
- Галицкий Михаил Олегович, Народный артист Татарстана, Лауреат Гос.премии Татарстана им. Г.Тукая. В театре им. Качалова с 1992 года.
- Иванова Антонина Аркадьевна, Заслуженная артистка Татарстана. В театре им. Качалова с 1981 года.
- Галицкая Елена Игоревна, Заслуженная артистка Республики Татарстан. В театре им. Качалова с 1977 года.
- Славутский Илья Александрович, Заслуженный артист Республики Татарстан. В театре им. Качалова с 1996 года.
- Голубев Марат Викторович, Заслуженный артист Республики Татарстан. В театре им. Качалова с 1997 года.До начала спектакля «Укрощение строптивой», постановка Игоря Коняева. Марат Голубев в роли Слая, пьяницы.

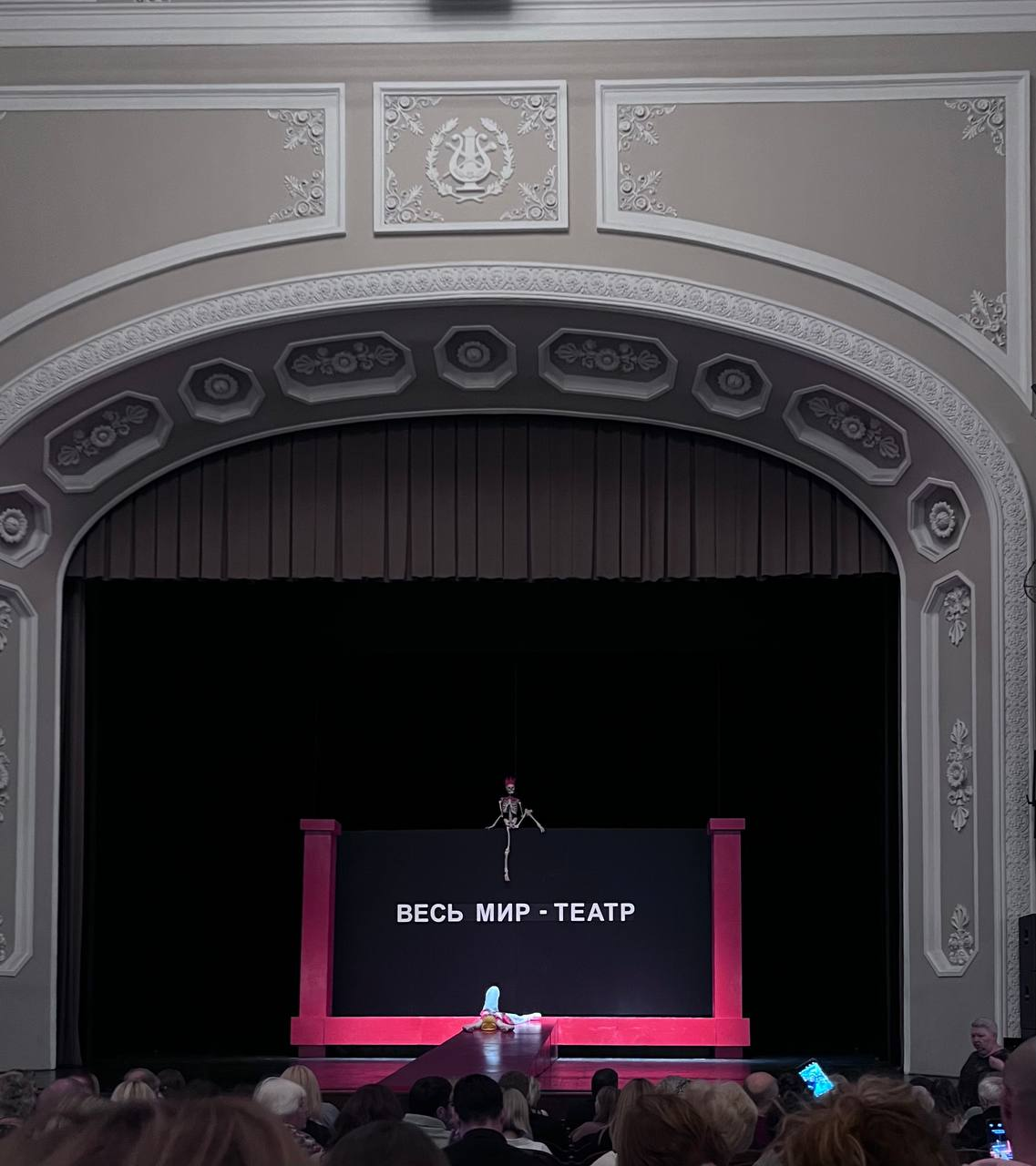
До начала спектакля «Укрощение строптивой», постановка Игоря Коняева. Марат Голубев в роли Слая, пьяницы.

- Ряшина Елена Юрьевна, Заслуженная артистка Республики Татарстан. В театре им. Качалова с 2001 года.
- Ешкилева Надежда Александровна, Заслуженная артистка Республики Татарстан[27]. В театре им. Качалова с 2001 года.
- Вандышева Ирина Владимировна, Заслуженная артистка Республики Татарстан. В театре им. Качалова с 1997 года.
- Скрябин Илья Николаевич, Заслуженный артист Республики Татарстан[28]. В театре им. Качалова с 2002 года.
- Чайка Николай Николаевич, артист. В театре им. Качалова с 2007 года.
- Бушуева Татьяна Александровна, артистка. В театре им. Качалова с 1991 года.
- Пономаренко Елена Николаевна, артистка. В театре им. Качалова с 1991 года.
- Алексей Захаров, Заслуженный артист Республики Татарстан. Окончил актёрский курс РАТИ-ГИТИС на базе КАРБДТ им. В. И. Качалова. В труппе театра с 2009 года.
- Антон Качалов, артист. Окончил актёрский курс РАТИ-ГИТИС на базе КАРБДТ им. В. И. Качалова. В труппе театра с 2009 года.
- Алена Козлова, Заслуженная артистка Республики Татарстан[29]. Окончила актёрский курс РАТИ-ГИТИС на базе КАРБДТ им. В. И. Качалова. В труппе театра с 2009 года.
- Александр Малинин, артист. Окончил актёрский курс РАТИ-ГИТИС на базе КАРБДТ им. В. И. Качалова. В труппе театра с 2009 года.
- Павел Лазарев, Заслуженный артист Республики Татарстан. Окончил Казанский университет культуры и искусств. В театре им. Качалова с 2013 года.
- Виктор Шестаков, артист. Окончил Челябинскую академию культуры и искусств. В театре им.Качалова с 2013 года.
- Регина Габбазова, артистка. Окончила Казанский государственный институт культуры. В театре им.Качалова с 2022 года.
- Георгий Логинов, артист. Окончил Екатеринбургский государственный театральный институт. В театре им.Качалова с 2017 года.
- Кристина Андреева, артистка. Окончила Иркутское театральное училище. В театре им.Качалова с 2022 года.
- Иван Крушин, артист. Окончил Театральный институт имени Щукина. В театре им.Качалова с 2022 года.
- Анна Макарова, артистка. Окончила Российский институт театрального искусства -  ГИТИС. В театре им.Качалова с 2023 года.
- Владимир Пироженко, артист. Окончил Казанский государственный институт культуры. В театре им.Качалова с 2022 года.
- Анастасия Королева, артистка. Окончила ФГОУ ВПО "Санкт-Петербургский государственный университет". В театре им.Качалова с 2013 года.
- Владимир Леонтьев, артист. Окончил Казанский университет культуры и искусств. В театре им.Качалова с 2013 года.
- Анатолий Горелов, артист. Окончил Казанский университет культуры и искусств. В театре им.Качалова с 2013 года.
- Алексей Кручинин, артист. Окончил Российский институт театрального искусства -  ГИТИС. В театре им.Качалова с 2023 года.
- Сергей Мельников, артист. В театре им.Качалова с 2022 года.
- Алексей Жучков, артист. Окончил Казанское театральное училище. В театре им.Качалова с 2022 года.
- Радмир Зиятдинов, артист. Окончил Казанское театральное училище. В театре им.Качалова с 2021 года.
- Софья Поддубная, артистка. Окончила Казанское театральное училище. В театре им.Качалова с 2021 года.
- Людмила Сидорова, артистка. Окончила Саратовскую государственную консерваторию им. Л.В.Собинова. В театре им.Качалова с 2019 года.
- Анастасия Югова, артистка. Окончила Казанское театральное училище. В театре им.Качалова с 2019 года.
- Диана Елизарова, артистка. Окончила Казанское театральное училище. В театре им.Качалова с 2019 года.
- Илья Тараканов, артист. Окончил Российский институт театрального искусства -  ГИТИС. В театре им.Качалова с 2023 года.

### Ветераны сцены
- Кешнер Вадим Валентинович (22 марта 1937 - 14 апреля 2023) советский, российский и татарский актёр театра и кино, театральный педагог. Народный артист Татарской АССР (1982). Заслуженный артист РСФСР (28.03.1988). Народный артист Российской Федерации (16.04.1997). Почётный академик Российской Академии гуманитарных наук.
- Шепелев Николай Виленович (14.05.1956 - 10.12.2022). В театре им. Качалова с 1975 по 2022 год.
- Мазур Владимир Федорович, Заслуженный артист Республики Татарстан. В театре им. Качалова с 1972 года.
- Чернавина Ирина Игоревна, Заслуженная артистка Татарстана. Закончила студию при КБДТ им. Качалова в 1961 году.

### Инструментальная группа[30]
- Валерий Димитриев, тромбон.
- Роман Мударисов, труба.
- Кирилл Волошин, ударные.
- Алина Казанцева, скрипка.
- Полина Туктамышева, фортепиано.
- Назар Туктамышев, аккордеон.
- Евгений Соколов, саксофон, кларнет.

### Современный репертуар[31]
- 1994, октябрь, 2007, апрель — «Семейный портрет с посторонним» С. Лобозёрова[32], постановка Александра Славутского;
- 1998, ноябрь — «Скрипач на крыше» (по повести Шолом-Алейхема «Тевье молочник»)[33], постановка Александра Славутского;
- 1999, март — «Пиковая дама» А. С. Пушкин[34], постановка Александра Славутского;
- 2007, 27 ноября — «Глумов» (по пьесе А. Н. Островского «На всякого мудреца довольно простоты»)[35], постановка Александра Славутского;
- 2008, 10 июня — «Дядюшкин сон» Ф. М. Достоевский[36], постановка Александра Славутского;
- 2010, 22 сентября — «Пыль в глаза» Э. Лабиша[37], постановка Александра Славутского;
- 2011, 14 мая — «Роковые яйца» М. А. Булгаков[38], новая редакция, постановка Александра Славутского;Мюзикл «Роковые яйца» — новая редакция, постановка Александра Славутского

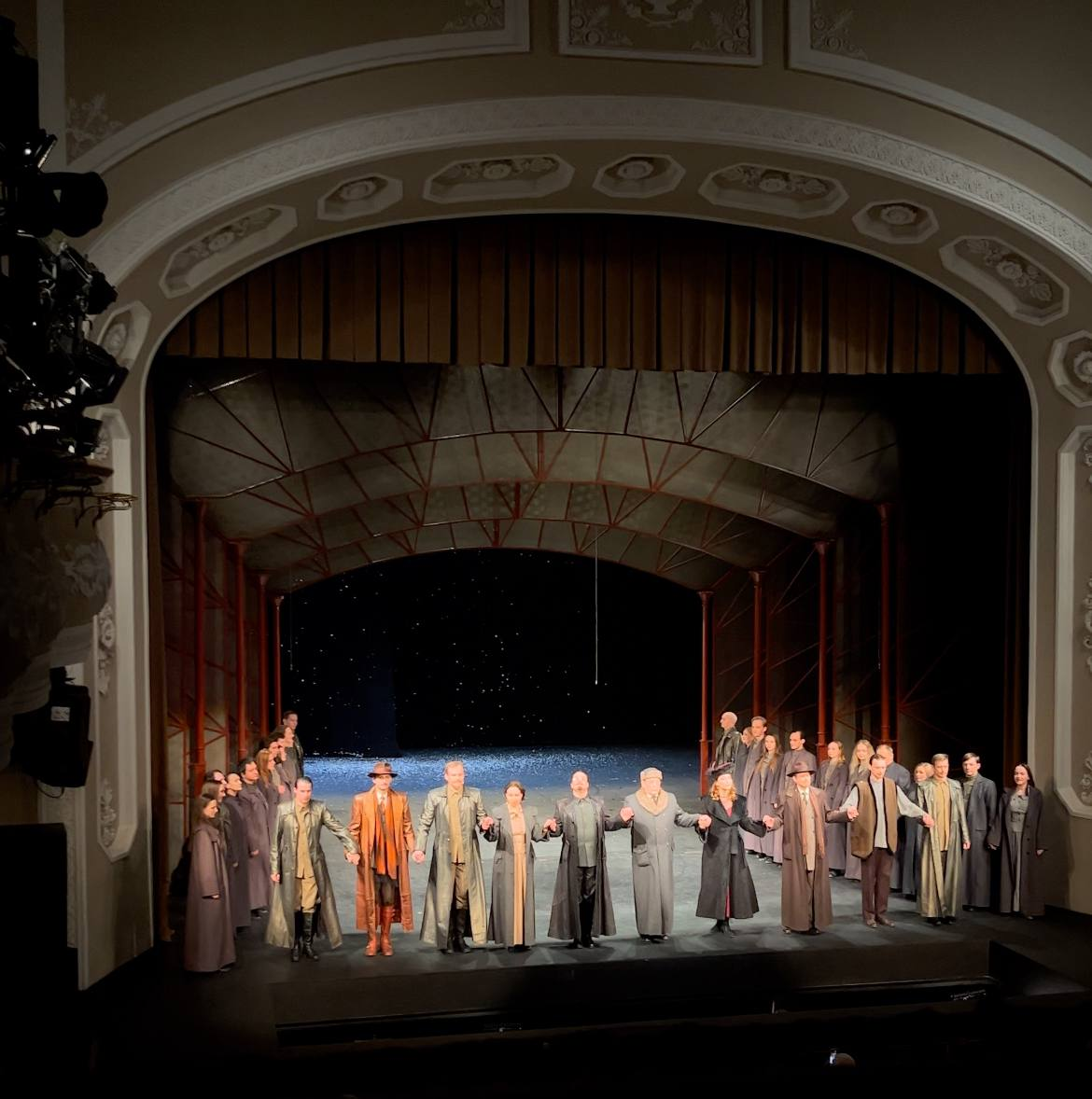
Мюзикл «Роковые яйца» — новая редакция, постановка Александра Славутского

- 2012, май — «Золотой слон» А.Копкова[39], постановка Александра Славутского;
- 2012, декабрь — «Последний день»[40], моноспектакль по стихам Марины Цветаевой (Исполнение, композиция, постановка, музыкальное решение — Светлана Романова);
- 2014, сентябрь — «Мышеловка» А.Кристи[41], постановка Ильи Славутского;
- 2015, 5 мая — «Незабываемое. Женские голоса войны»[42], постановка Александра Славутского;
- 2015, 18 сентября — «Безумный день, или Женитьба Фигаро» П.Бомарше[43], постановка Александра Славутского;
- 2015, 24 декабря — «Дон Жуан» Ж. Б. Мольера[44], постановка Григория Дитятковского;
- 2016, 17 ноября — «Укрощение строптивой» У.Шекспира[45], постановка Игоря Коняева[46];
- 2016, 25 декабря — «Женитьба» Н. В. Гоголя[47], постановка Ильи Славутского;
- 2016, 29 апреля — «Филумена Мартурано, или Брак по-итальянски» Э.Де. Филиппо[48], постановка Александра Славутского;
- 2017, 6 октября — «Бег» М. А. Булгакова[49], постановка Александра Славутского;«Бег» — фантасмагория в двух действиях, постановка Александра Славутского

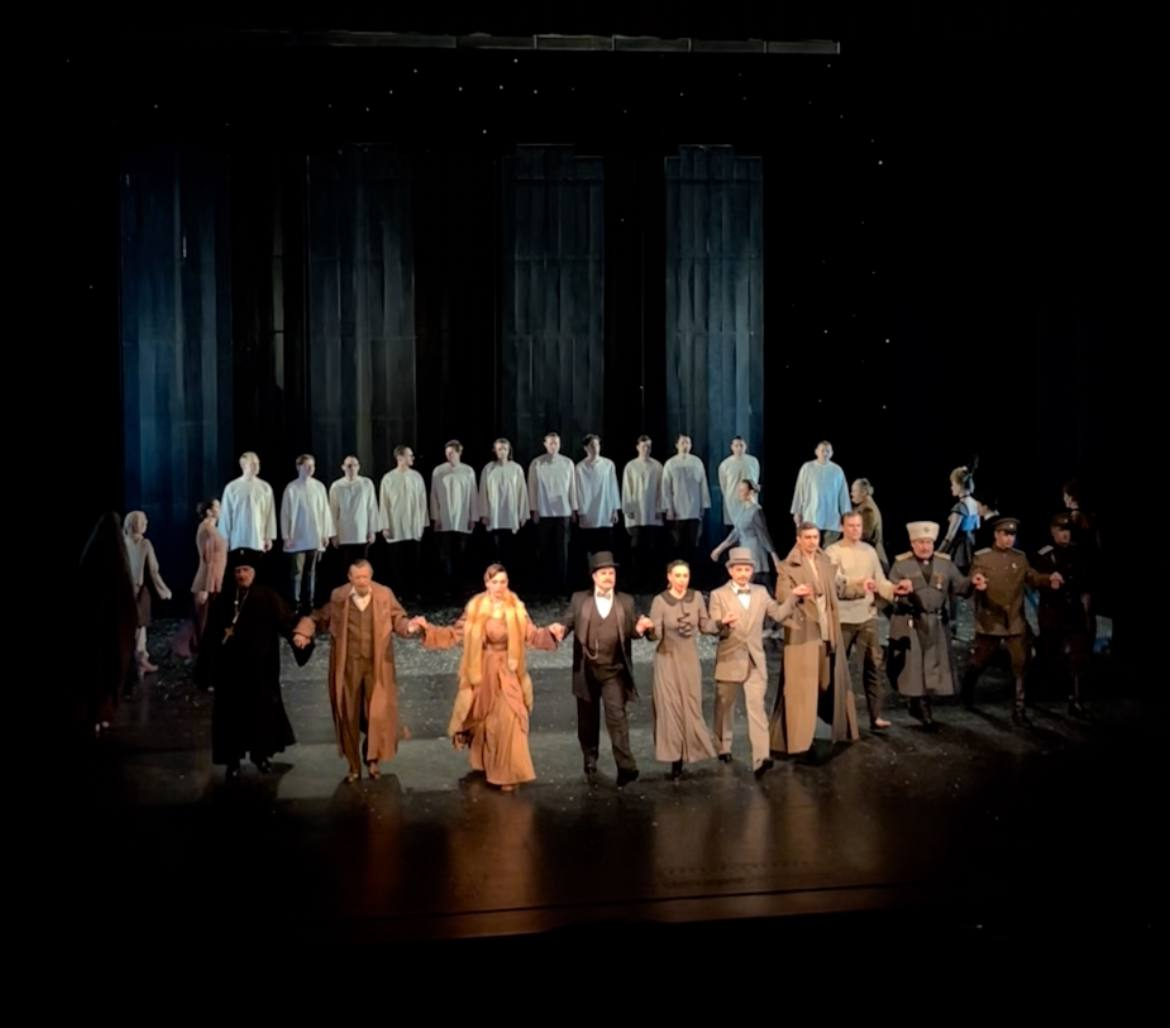
«Бег» — фантасмагория в двух действиях, постановка Александра Славутского

- 2017, 13 декабря — ретро-концерт «Когда зажгутся фонари»[50], постановка Ильи Славутского;
- 2018, 17 мая — «Пять вечеров» А.Володина[51], постановка Ильи Славутского;
- 2019, октябрь — «Дракон» Е.Шварца[52], постановка Александра Славутского;
- 2020, сентябрь — «Бал воров», Ж.Ануй[53], постановка Ильи Славутского;
- 2021, май — «Васса», М.Горького[54], постановка Александра Славутского;
- 2022, 10 июня — «Ревизор» Н. В. Гоголя[55], постановка Александра Славутского;
- 2022, декабрь — «Секрет её молодости», К.Чапека[56], постановка Ильи Славутского;
- 2023, апрель — «Чужой ребёнок», В.Шкваркина[57], постановка Александра Славутского;
- 2023, июнь — «Чудо святого Антония»[58] М.Метерлинка, постановка Ильи Славутского;
- 2024, 12 апреля — «Гамлет» У.Шекспира[59], постановка Александра Славутского;
- 2024, 15 ноября — «Женитьба Бальзаминова» А. Н. Островского[60], постановка Ильи Славутского;
- 2025, 12 апреля — «Свои люди» А. Н. Островского[61], постановка Александра Славутского;«Свои люди» — комедия в двух действиях по пьесе "Свои люди - сочтемся"     Светлана Романова, Надежда Ешкилева, Кристина Андреева, Татьяна Бушуева

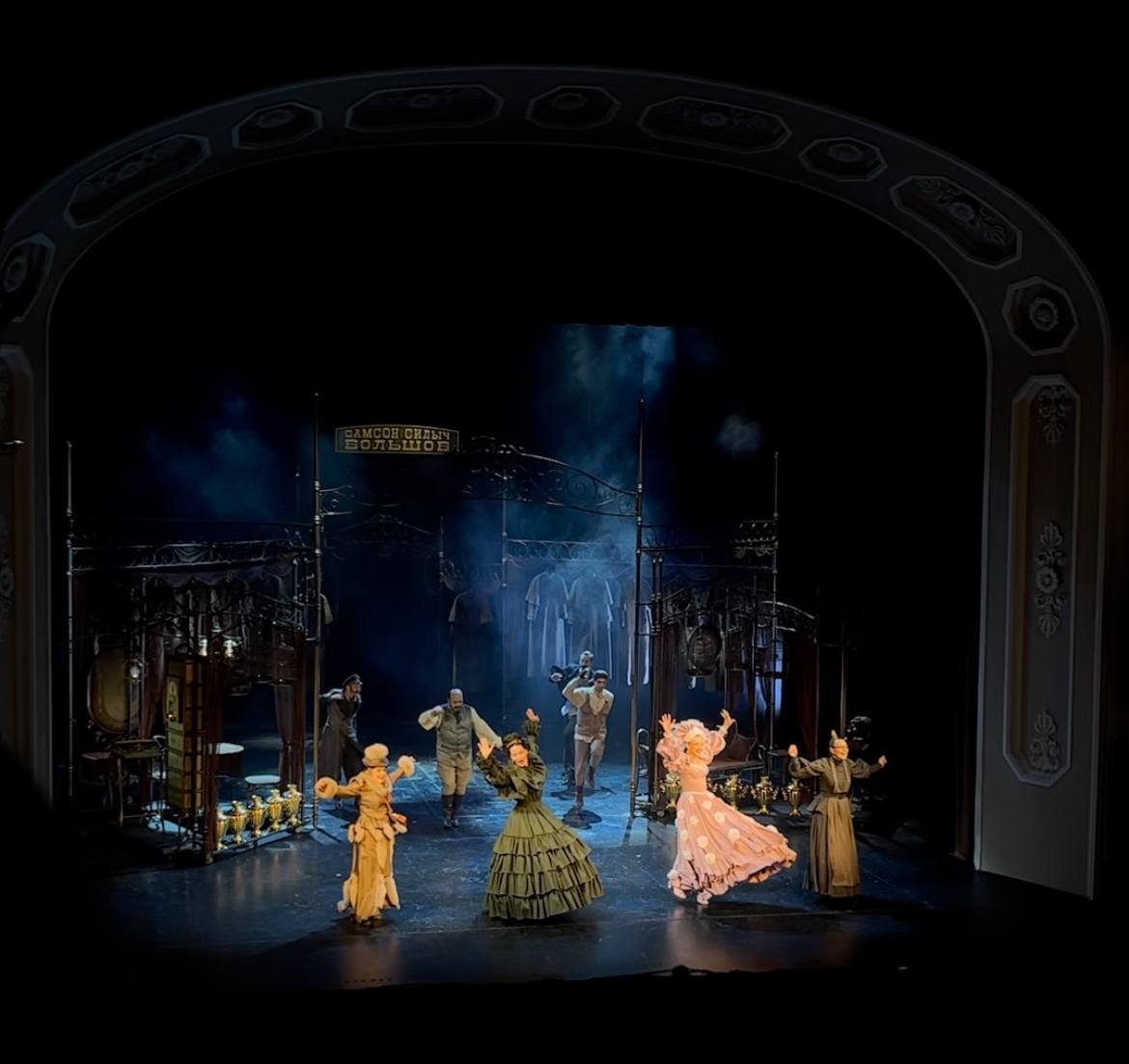
«Свои люди» — комедия в двух действиях по пьесе "Свои люди - сочтемся" Светлана Романова, Надежда Ешкилева, Кристина Андреева, Татьяна Бушуева

- 2025, 8 мая — патриотический концерт «Цветущий май»[62], постановка Ильи Славутского;

### Детские спектакли
- 2000, декабрь — «Доктор Айболит» К. И. Чуковский[63], постановка Александра Славутского;
- 2001, декабрь — «Красная шапочка» Е. Л. Шварц[64], постановка Ильи Славутского;
- 2004, декабрь — «Золотой ключик, или приключения Буратино» А. Н. Толстой[65], постановка Александра Славутского.
- 2010, декабрь — «Иван-дурак и черти» Л. Устинов[65], постановка Александра Славутского.
- 2018, декабрь — «Приключения Тома Сойера и Геккльберри Финна», М.Твен[66], постановка Александра Славутского.
- 2025, 25 января — «Поющий поросёнок», С.Козлова[67], постановка Аделины Сапаевой

### Спектакли, выведенные из репертуара
- «Ревизор» Н.В. Гоголя — постановка Александра Славутского (премьера: октябрь 1994);
- «Любовь к трём апельсинам» М.А. Светлова (по мотивам К. Гоцци) — постановка Александра Славутского (премьера: март 1996);
- «Роковые яйца» М.А. Булгакова — постановка Александра Славутского (премьера: октябрь 1997);
- «Приключения Тома Сойера» М. Твена — постановка Александра Славутского (премьера: июнь 1998);
- «Трёхгрошовая опера» Б. Брехта — постановка Александра Славутского (премьера: октябрь 2000);
- «Тайна дома Вернье» (пьеса Роберта Тома по повести Агаты Кристи «Нежданный гость») — постановка Александра Славутского (премьера: октябрь 2001);
- «Американская шлюха или путешествие по России с папой-алкоголиком» И. Квирикадзе — постановка Александра Славутского (премьера: октябрь 2002);
- «Вишнёвый сад» А.П. Чехова — постановка Александра Славутского (премьера: 22 сентября 2004)[68];
- «Синьор из общества» Д. Скарниччи, Р. Тарабузи — постановка Игоря Войтулевича (премьера: 24 февраля 2005);
- «Визит дамы» Ф. Дюрренматта — постановка Александра Славутского (премьера: сентябрь 2006)[69], показы спектакля временно приостановлены в связи с обстоятельствами, связанными с авторскими правами;
- «Квадратура круга» В.П. Катаева — постановка Александра Славутского (премьера: январь 2007)[70];«Квадратура круга» — водевиль в трех действиях. Спектакль взял паузу и вернётся в новой редакции.

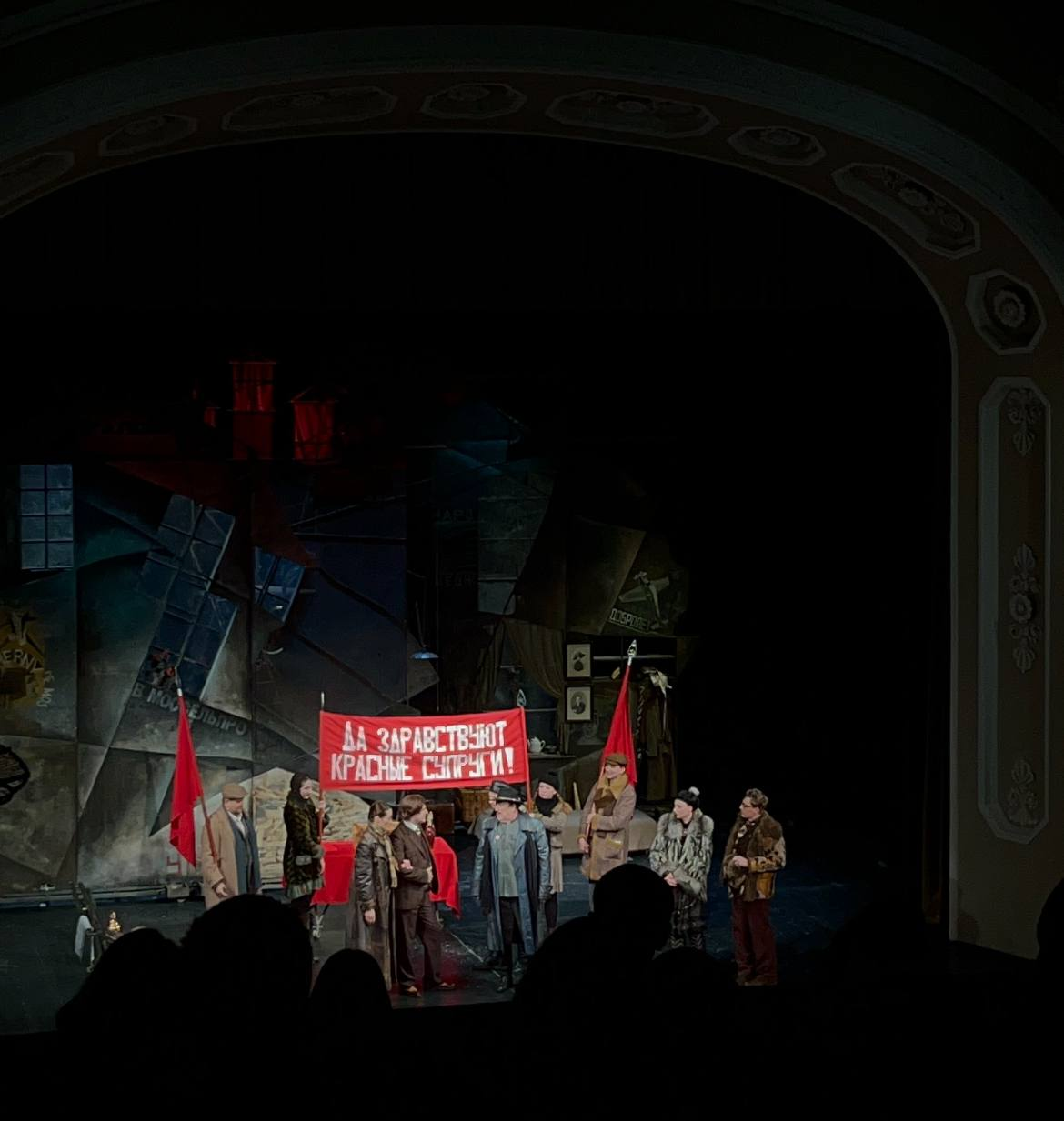
«Квадратура круга» — водевиль в трех действиях. Спектакль взял паузу и вернётся в новой редакции.

- «Великий комбинатор» (по роману И. Ильфа и Е. Петрова «Двенадцать стульев») — постановка Александра Славутского (премьера: 2 октября 2009);
- «Уважаемые граждане» (по произведениям М. Зощенко) — постановка Александра Славутского (премьера: 6 апреля 2010)[71];
- «Баба Шанель» Н. Коляды — постановка Александра Славутского (премьера: ноябрь 2011)[72];
- «Теорема Печенкина, или Последний коммунист» В. Залотухи — постановка Александра Славутского (премьера: февраль 2014);
- «Лес» А.Н. Островского — постановка Игоря Коняева (премьера: 24 ноября 2018)[73];
- «Горько!..» М.М. Зощенко — постановка Александра Славутского (премьера: 16 февраля 2019)[74];
- «Казанский трамвай» (по стихам казанских поэтов) — постановка Ильи Славутского (премьера: май 2019).
- «Королева красоты» Мартин МакДонах — постановка Ильи Славутского (премьера: 26 июня 2021)[75], показы спектакля временно приостановлены в связи с обстоятельствами, связанными с авторскими правами.